# Adrian Meule
Adrian Meule (* 30. November 1983 in Bad Mergentheim) ist ein deutscher Psychologe, Hochschullehrer und Autor. Seine Forschungsschwerpunkte liegen in den Themenfeldern Essverhalten, Essstörungen und Adipositas.

## Leben
Adrian Meule studierte von 2004 bis 2009 Psychologie an der Universität Würzburg. 2014 wurde er mit der Dissertation über das Thema Craving nach Nahrungsmitteln als zentrales Konstrukt bei der Selbst-Regulation des Essverhaltens an der Universität Würzburg zum Ph.D. promoviert. Von 2014 bis 2015 arbeitete er als wissenschaftlicher Mitarbeiter an der LWL-Universitätsklinik Hamm, von 2015 bis 2019 an der Universität Salzburg sowie von 2019 bis 2024 am LMU Klinikum in München in Kooperation mit der Schön Klinik Roseneck in Prien am Chiemsee. 2023 wurde an der Ludwig-Maximilians-Universität München die Lehrbefähigung mit der Habilitationsschrift über das Thema Prädiktoren und Moderatoren des Therapieerfolgs bei stationär behandelten Patientinnen mit Anorexia nervosa festgestellt und er erhielt die Lehrbefugnis für das Fach Medizinische Psychologie. Im Juni 2024 erfolgte die Ernennung zum Akademischen Oberrat auf Zeit und im November 2024 die Erteilung der Lehrbefugnis für das Fach Psychologie an der Universität Regensburg.

## Wirken
Meule veröffentlichte bisher über 200 wissenschaftliche Publikationen, im Wesentlichen auf dem Gebiet der Ernährungspsychologie. Beispielsweise beschäftigt er sich mit der Frage, ob ein bestimmtes Essverhalten als Sucht bezeichnet werden kann bzw. ob bestimmte Nahrungsmittel süchtig machen können. Ein weiterer Schwerpunkt ist die Validierung sowie Neu- und Weiterentwicklung von Messinstrumenten zur Erfassung bestimmter Essverhaltensweisen wie etwa der Yale Food Addiction Scale, der Food Cravings Questionnaires, des Night Eating Questionnaire, der Salzburg Stress Eating Scale oder der Salzburg Emotional Eating Scale. Darüber hinaus beschäftigt er sich auch mit der Messung von Impulsivität sowie Prädiktoren und Moderatoren des Therapieerfolgs bei Essstörungen und anderen psychischen Störungen. Er ist ferner Mitentwickler einer der ersten Essensbilder-Datenbanken, die in der ernährungspsychologischen Forschung eingesetzt wird.
Er war und ist (Mit-)Herausgeber verschiedener wissenschaftlicher Zeitschriften. Im Jahr 2013 gründete er die Sektion Eating Behavior der Zeitschrift Frontiers in Psychology des Verlags Frontiers Media, die er bis 2017 gemeinsam mit Claus Vögele als Hauptherausgeber leitete. Von 2017 bis 2021 war er Herausgeber der Sektion Food Addiction der Zeitschrift Current Addiction Reports der Springer Nature Verlagsgruppe. Von 2022 bis 2023 war er gemeinsam mit Nathaniel G. Harnett und Taeho Greg Rhee Hauptherausgeber der Zeitschrift Mental Health Science des Verlags John Wiley & Sons. Derzeit ist er Teil des Herausgebergremiums der Zeitschriften Obesity Science and Practice und Mental Health Science.
Über seine Forschung wurde in verschiedenen Medien berichtet und er wurde als Experte zu den Themen Ernährung und Essverhalten interviewt, beispielsweise für Der Spiegel, Die Zeit, Focus, Stern, Allure, The Washington Post, BBC, Psychiatry Advisor, Reuters, Watson, Kurier, Spektrum der Wissenschaft, Salzburg24, Münchner Merkur und Schrödingers Katze.

## Bücher
- Adrian Meule, Boris C. Rodríguez-Martín (Hrsg.): Food Cravings. Frontiers, Lausanne 2015, ISBN 978-2-88919-517-6.
- Adrian Meule: Diagnostik von Essverhalten. Hogrefe, Göttingen 2020, ISBN 978-3-80172-991-2.
- Adrian Meule (Hrsg.): Assessment of Eating Behavior. Hogrefe, Göttingen 2023, ISBN 978-0-88937-616-8.
- Eva M. Zisler, Adrian Meule: Emetophobie – Die Angst vor dem Erbrechen erkennen und behandeln. Hogrefe, Göttingen 2025, ISBN 978-3-80173-279-0.